# Ciotola da barba

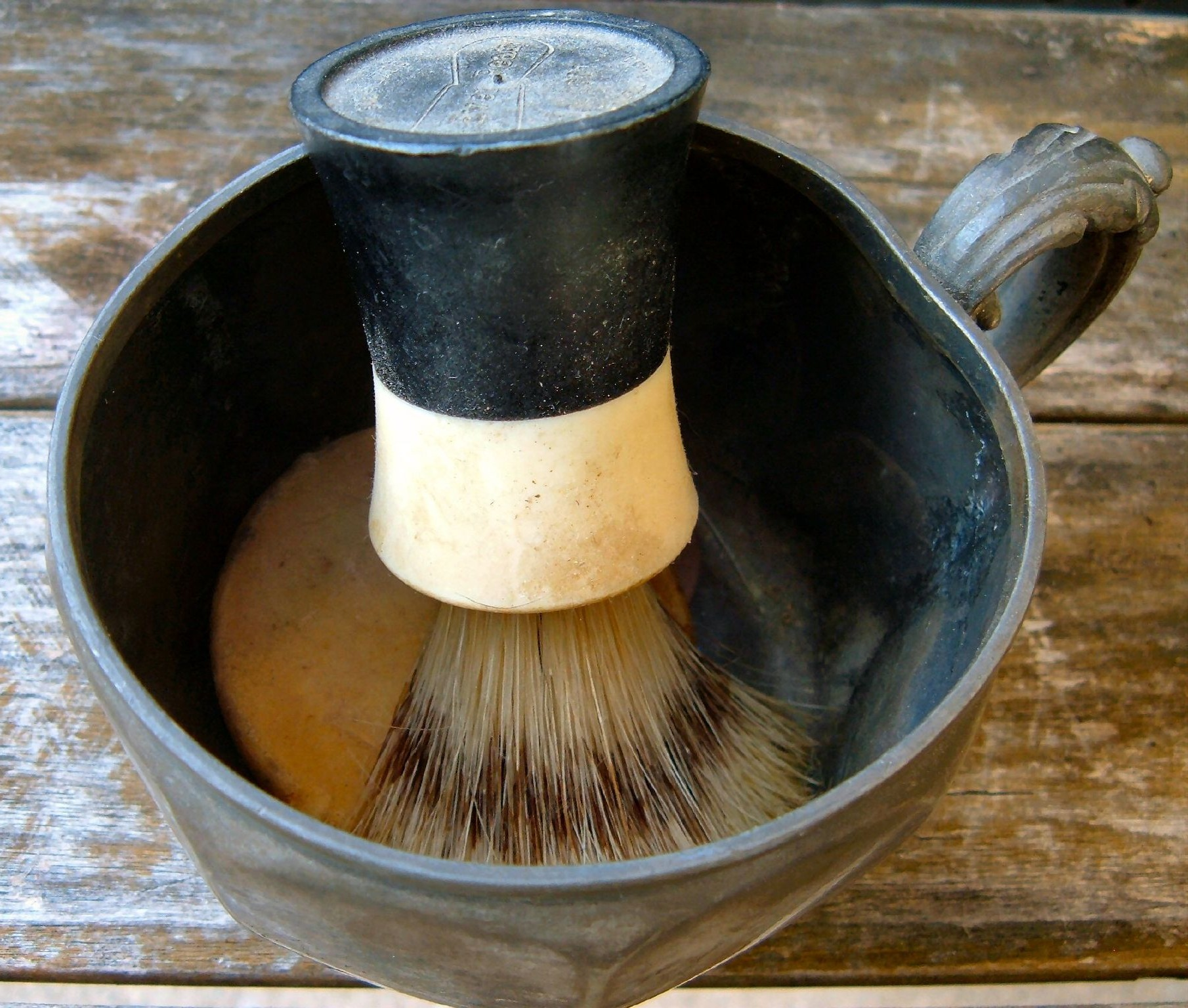
Ciotola e pennello da barba

La ciotola da barba è un particolare tipo di ciotola pensato per permettere di montare crema o sapone da barba tramite il pennello da barba.

## Ciotole da barba semplici
Le ciotole da barba di fattura più semplice sono molto simili a ciotole normali ma specificatamente pensate per ottenere il risultato più rapidamente.
Per preparare una schiuma in maniera agevole la ciotola deve infatti avere dimensioni e forma tali da poter girare agevolmente il pennello. In genere infatti le ciotole da barba sono svasate verso l'alto per agevolare il movimento rotatorio del pennello. la base della ciotola deve avere un diametro più piccolo di quello del ciuffo aperto del pennello di circa un terzo.
La schiuma prodotta non deve inoltre uscire. La ciotola deve avere pareti sufficientemente verticali da far sì che la schiuma tenda a ricadere verso il fondo e non scivolare e un'altezza superiore a quella del ciuffo del pennello di almeno il 50%.
Queste considerazioni suggeriscono che la forma migliore per le ciotole sia leggermente “a campana”.
Visto che con l'acqua e la schiuma certi materiali diventano assai scivolosi, molte ciotole sono fornite di un manico per impugnarle saldamente. Se il molti casi il manico è del tutto analogo a quello di una tazza nelle ciotole più professionali è pensato per tenere la ciotola leggermente inclinata agevolando l'azione dell'altra mano. In alcuni casi il manico è di forma tale da fungere anche da poggia-pennello.
In alcuni prodotti, l'interno della ciotola non è liscio ma presenta modanature o comunque parti in rilievo specie sul fondo per agevolare la formazione della schiuma.
Sono usati i materiali più disparati: ceramica, vetro, bachelite, metallo, legno etc. Ci sono pro e contro in differenti materiali; ad esempio le ciotole in metallo o materiali plastici sono più resistenti ad eventuali cadute oppure il legno tiene la schiuma più calda ma alla lunga rischia di fessurarsi.
Esiste inoltre un particolare tipo di ciotola da barba pensata per contenere una scorta di acqua calda, queste vanno più correttamente sotto il nome di “scuttle“.

## Lo Scuttle
Lo shaving scuttle è un particolare tipo di ciotola da barba caratterizzato da un serbatoio di acqua calda.
Come idea nasce nel diciannovesimo secolo e risponde all'esigenza di avere una scorta di acqua calda per le necessità della rasatura. Infatti l'acqua era scaldata mediante le stufe e quindi versata nello scuttle da cui poi veniva utilizzata. Anche se oggi tale esigenza è venuta meno, gli scuttle vengono tuttora prodotti con lo scopo di produrre una schiuma da barba particolarmente calda.
Si possono quindi distinguere due tipologie di scuttle, una “tradizionale” e una “moderna”

### Scuttle tradizionali

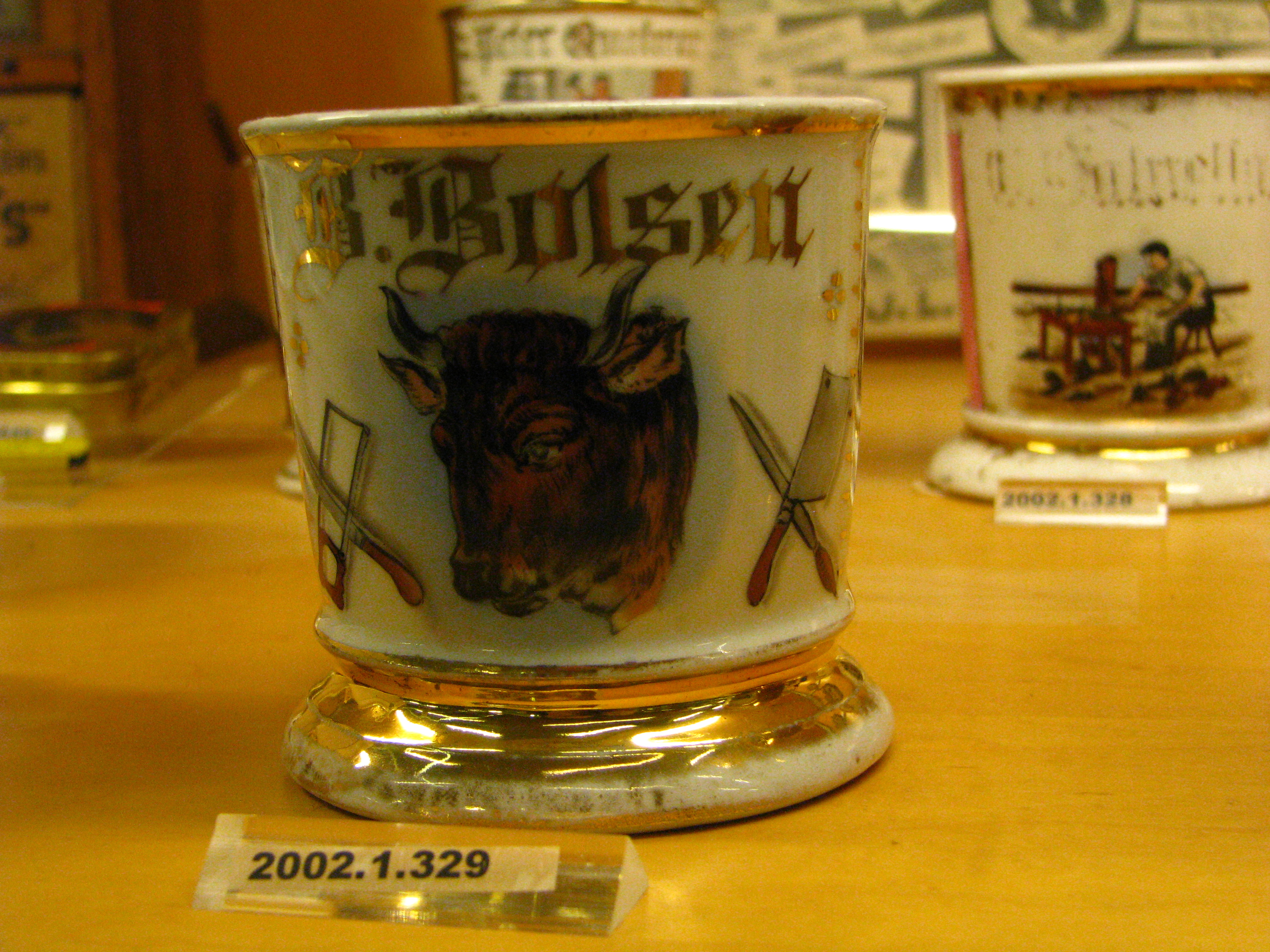
Ciotola di fine '800/inizio '900

Tipicamente di ceramica o di peltro sono composti da due parti essenziali. La parte superiore è destinata a contenere il sapone (solido) mentre la parte inferiore è costituita dal serbatoio d'acqua.
Il serbatoio è accessibile mediante un'apertura sufficientemente larga per poter immergere il pennello nell'acqua calda. Il pennello viene poi utilizzato sul sapone per fare la schiuma. Il “portasapone” presenta caratteristicamente delle aperture verso il sottostante serbatoio di modo da permettere all'acqua in eccesso di sgocciolare senza ammorbidire troppo il sapone stesso.
Tali scuttle sono quasi sempre dotati di un manico semplice atto al trasporto.
Sono tuttora prodotti da alcune case produttrici di saponi da barba (Vulfix e Truefitt and Hill ad esempio) in forme classicheggianti molto semplici.
Viceversa, alcuni pezzi in ceramica prodotti a fine '800 inizio '900 sono viceversa favolosi per i decori e anche i soggetti molto divertenti utilizzati. Se i decori si rifanno spesso al soggetto “caldaia” e quindi raffigurano navi a vapori o locomotrici di treni i soggetti utilizzati sono assai vari e vanno dai soggetti antropomorfi (bambino, testa di negro, etc.) a quelli animali (testa di cane).

### Scuttle moderni
Venuta meno l'esigenza di una scorta d'acqua calda visto che nei nostri bagni di solito esce dal rubinetto anche lo scuttle si è modificato.
Se infatti lo scuttle tradizionale è un porta sapone con serbatoio d'acqua quelli moderni sono di fatto una ciotola da barba in cui l'acqua calda serve fondamentalmente per garantire che la schiuma prodotta rimanga a temperatura elevata per tutto il tempo necessario alla rasatura.
Anche questi sono costituiti da due parti. La superiore è quindi una ciotola senza aperture visto che non deve contenere il sapone ma solo essere utilizzata per la produzione della schiuma. La “ciotola” è immersa nel serbatoio sottostante che contiene l'acqua calda.
Grazie allo scambio termico l'acqua calda mantiene in temperatura la schiuma per svariati minuti garantendo una rasatura ottimale. Quasi tutti gli scuttle moderni possono essere utilizzati nel microonde di modo che la temperatura dell'acqua del serbatoio sia anche molto elevata.
Spesso il beccuccio dello scuttle ha dimensioni ridotte e serve solo per inserire l'acqua e non il pennello. In alcuni casi il manico è di foggia tale per essere pensato come “appoggia-pennello”.